# Guercheville
Guercheville és un municipi francès, situat al departament de Sena i Marne i a la regió de Illa de França. L'any 2007 tenia 285 habitants.
Forma part del cantó de Fontainebleau, del districte de Fontainebleau i de la Comunitat de comunes Pays de Nemours.

## Demografia

### Població
El 2007 la població de fet de Guercheville era de 285 persones. Hi havia 98 famílies, de les quals 20 eren unipersonals (8 homes vivint sols i 12 dones vivint soles), 37 parelles sense fills, 37 parelles amb fills i 4 famílies monoparentals amb fills.
La població ha evolucionat segons el següent gràfic:
Habitants censats

### Habitatges
El 2007 hi havia 123 habitatges, 101 eren l'habitatge principal de la família, 14 eren segones residències i 7 estaven desocupats. 122 eren cases i 1 era un apartament. Dels 101 habitatges principals, 84 estaven ocupats pels seus propietaris, 13 estaven llogats i ocupats pels llogaters i 4 estaven cedits a títol gratuït; 6 tenien dues cambres, 7 en tenien tres, 19 en tenien quatre i 69 en tenien cinc o més. 86 habitatges disposaven pel capbaix d'una plaça de pàrquing. A 38 habitatges hi havia un automòbil i a 59 n'hi havia dos o més.

### Piràmide de població
La piràmide de població per edats i sexe el 2009 era:
| Homes | Edats   | Dones |
| ----- | ------- | ----- |
| 0     | 95 o +  | 0     |
| 0     | 90 a 94 | 0     |
| 0     | 85 a 89 | 0     |
| 0     | 80 a 84 | 0     |
| 4     | 75 a 79 | 0     |
| 4     | 70 a 74 | 8     |
| 12    | 65 a 69 | 0     |
| 0     | 60 a 64 | 20    |
| 4     | 55 a 59 | 0     |
| 12    | 50 a 54 | 16    |
| 0     | 45 a 49 | 0     |
| 12    | 40 a 44 | 4     |
| 16    | 35 a 39 | 16    |
| 8     | 30 a 34 | 8     |
| 12    | 25 a 29 | 16    |
| 0     | 20 a 24 | 0     |
| 0     | 15 a 19 | 0     |
| 0     | 10 a 14 | 8     |
| 12    | 5 a 9   | 28    |
| 8     | 0 a 4   | 0     |

## Economia
El 2007 la població en edat de treballar era de 190 persones, 156 eren actives i 34 eren inactives. De les 156 persones actives 146 estaven ocupades (80 homes i 66 dones) i 10 estaven aturades (4 homes i 6 dones). De les 34 persones inactives 5 estaven jubilades, 24 estaven estudiant i 5 estaven classificades com a «altres inactius».

### Ingressos
El 2009 a Guercheville hi havia 104 unitats fiscals que integraven 289 persones, la mediana anual d'ingressos fiscals per persona era de 20.497 €.

### Activitats econòmiques
Dels 12 establiments que hi havia el 2007, 1 era d'una empresa extractiva, 3 d'empreses de construcció, 1 d'una empresa de comerç i reparació d'automòbils, 2 d'empreses immobiliàries, 4 d'empreses de serveis i 1 d'una empresa classificada com a «altres activitats de serveis».
Dels 4 establiments de servei als particulars que hi havia el 2009, 1 era un paleta, 1 guixaire pintor, 1 fusteria i 1 veterinari.
L'any 2000 a Guercheville hi havia 9 explotacions agrícoles.

## Equipaments sanitaris i escolars
El 2009 hi havia una escola maternal integrada dins d'un grup escolar amb les comunes properes formant una escola dispersa.

## Poblacions més properes
El següent diagrama mostra les poblacions més properes.